# Berezdów
Berezdów (ukr. Берездів, Berezdiw) – wieś na Ukrainie, w obwodzie chmielnickim, w rejonie sławuckim.
Berezdów jest zamieszkany przez 1250 mieszkańców.
Znajdują się tu: szkoła, filia muzeum w Szepetówce, cerkiew prawosławna i 3 cmentarze: prawosławny, katolicki i żydowski.

## Położenie geograficzne
Wieś położona jest nad rzeką Sieczanką, 32 km na północny wschód od Sławuty i 18 km na południe od Korca.

## Historia
Do II rozbioru Polski wieś znajdowała się na terenach Rzeczypospolitej Obojga Narodów, w ramach której wchodził w skład Korony Królestwa Polskiego. Dobra berezdowskie na początku należały do rodziny magnackiej Ostrogskich, następnie przechodziły w ręce Chodkiewiczów, Lubomirskich i Jabłonowskich.
Miasto wchodziło w skład dóbr wołyńskich księżnej Anny Jabłonowskiej.
Pod koniec XIX w. miejscowość była małym miasteczkiem z 590 mieszkańcami, z czego 306 stanowili Żydzi. Po II wojnie światowej miasteczko straciło prawa miejskie.

## Zabytki
- zamek na wyspie[3]
- drewniany kościół pw. Najświętszej Maryi Panny ufundowany przez Jana Jabłonowskiego, wojewodę bracławskiego w 1775 r.

## Literatura
- Filip Sulimierski, Bronisław Chlebowski, Władysław Walewski, Słownik Geograficzny Królestwa Polskiego i innych krajów słowiańskich, t. I, Warszawa, 1880–1902, s. 141